# Marie-Thérèse Bourgoin
Pour les articles homonymes, voir Bourgoin.
Marie-Thérèse-Étiennette Bourgoin, dite Mademoiselle Bourgoin,  née à Paris le 4 juillet 1781  et morte dans la même ville le 11 août 1833 est une actrice française, maîtresse d'Alexandre Ier de Russie.

## Biographie
Marie Thérèse Étiennette est la  fille d'Edme Bourgoing, maître cordonnier, et de Marie Badois. À six ans elle apprend la danse puis, quelques années plus tard, la tragédie et la comédie.
Elle débute au Théâtre français le 13 septembre 1799 dans le rôle d'Amélie, dans la pièce Fénelon de Legouvé, puis dans celui d'Isabelle, de L'École des maris. Elle devient sociétaire en 1802. Lors d'un voyage en Russie, en 1809, elle rencontre l'empereur Alexandre Ier de Russie, dont elle devient la maîtresse.
Elle tient les rôles de jeunes-premières dans les tragédies et les comédies de 1801 à 1829, date à laquelle elle quitte la Comédie française. 
Elle est inhumée au cimetière du Père-Lachaise (12e division).
Elle fut peinte par Henri-François Riesener.

## Théâtre

### Carrière à la Comédie-Française
Entrée en 1799
Nommée 213e sociétaire en 1802
Départ en 1829
- 1799 : Fénelon de Gabriel-Marie Legouvé : Amélie
- 1799 : Iphigénie de Jean Racine : Iphigénie
- 1801 : Mélanie ou la Religieuse de Jean-François de La Harpe : Mélanie
- 1801 : Mithridate de Jean Racine : Monime
- 1802 : Isule et Orovèse de Népomucène Lemercier : Egésile
- 1802 : La Mère coupable de Beaumarchais : Florestine
- 1802 : Le Mariage de Figaro de Beaumarchais : Fanchette
- 1802 : Phèdre de Jean Racine : Aricie
- 1802 : Tartuffe de Molière : Mariane
- 1803 : Le Veuf amoureux de Jean-François Collin d'Harleville : Euphrosine
- 1803 : Les Trois Sultanes ou Soliman II de Charles-Simon Favart : Roxelane
- 1803 : Melpomène et Thalie de René de Chazet : Mercure
- 1803 : Siri-Brahé ou les Curieuses de Henry Joseph Thurind de Ryss : Julie Guldenstern
- 1803 : Andromaque de Jean Racine : Andromaque
- 1803 : Bajazet de Jean Racine : Atalide
- 1803 : Britannicus de Jean Racine : Junie
- 1804 : Guillaume le Conquérant d'Alexandre Duval : une jeune fille
- 1804 : Les Deux Figaro de Honoré-Antoine Richaud-Martelly : Inès
- 1804 : La Leçon conjugale de Charles-Augustin Sewrin et René de Chazet : Suzanne
- 1805 : Auguste et Théodore d'Ernest de Manteufel : Théodore
- 1805 : Les Plaideurs de Jean Racine : Isabelle
- 1805 : Anaximandre de François Andrieux : Phrosine
- 1805 : Esther de Jean Racine : Zarès
- 1806 : Athalie de Jean Racine : Zacharie
- 1806 : Antiochus Epiphanes d'Auguste Le Chevalier : Zobéide
- 1806 : Le Misanthrope de Molière : Eliante
- 1807 : Pyrrhus ou les Aeacides de Louis-Grégoire Le Hoc : Iphise
- 1808 : Plaute ou la Comédie latine de Népomucène Lemercier : Thalie
- 1808 : L'Assemblée de famille de François-Louis Riboutté : Rosine
- 1810 : Eugénie de Beaumarchais : Eugénie
- 1810 : Athalie de Jean Racine : Salomith
- 1811 : Un lendemain de fortune ou les Embarras du bonheur de Louis-Benoît Picard : Claire
- 1811 : La Femme misanthrope ou le Dépit d'amour d'Alexandre Duval : Pauline
- 1812 : Mascarille ou la Sœur supposée de Charles Maurice d'après Jean de Rotrou : Angélique
- 1812 : Le Mariage de Figaro de Beaumarchais : Chérubin
- 1812 : La Lecture de Clarisse de François Roger : Flamette
- 1813 : Tippo-Saëb d'Étienne de Jouy : Aldéïr
- 1813 : Ninus II de Charles Briffaut : Zorame
- 1813 : La Nièce supposée d'Eugène de Planard : Laure
- 1813 : Tom Jones à Londres de Desforges : Sophie
- 1814 : Fouquet de J. R. de Gain-Montagnac : Mlle de Nollan
- 1814 : Le Barbier de Séville de Beaumarchais : Rosine
- 1815 : Les Deux voisines de Marc-Antoine-Madeleine Désaugiers et Michel-Joseph Gentil de Chavagnac : Julie
- 1816 : Henri IV et Mayenne de Rancé et Thauélon de Lambert : Annette
- 1816 : La Comédienne de François Andrieux : Henriette
- 1816 : Alexandre et Apelle d'Alexandre-Jean-Joseph de La Ville de Mirmont : Eudore
- 1816 : Charlemagne de Népomucène Lemercier : Hugue
- 1816 : La Pensée d'un bon roi de Jean-Baptiste Dubois : Victorine
- 1816 : La Fête de Henri IV de Michel-Nicolas Balisson de Rougemont : Pauline
- 1816 : L'Anniversaire ou Une journée de Philippe-Auguste de Rancé et Théaulon de Rambert : Gabrielle
- 1816 : L'Artisan politique de Théodore-Henri Barrau : Rose
- 1817 : Le Faux Bonhomme de Népomucène Lemercier : Ursule
- 1818 : La Réconciliation par ruse de François-Louis Riboutté : Rose
- 1818 : Le Mariage de Figaro de Beaumarchais : la comtesse
- 1818 : Le Susceptible par honneur d'Étienne Gosse : Alphonsine
- 1818 : Le Misanthrope de Molière : Célimène
- 1819 : Hécube et Polyxène de Pierre-François-Xavier Bourguignon d'Herbigny : Polyxène
- 1819 : Le Mariage de Figaro de Beaumarchais : Suzanne
- 1819 :  Le Frondeur de Jacques-Corentin Royou : Julie
- 1820 : Le Flatteur d'Étienne Gosse : Rose
- 1821 : Zénobie de Jacques-Corentin Royou : Thanis
- 1821 : Le Faux bonhomme d'Alexandre Duval : Sophie
- 1821 : L'Heureuse rencontre d'Eugène de Planard : Émilie
- 1821 : Faliero d'Étienne Gosse : Angéline
- 1821 : Les Plaideurs sans procès de Charles-Guillaume Étienne : Jenny
- 1822 : Le Ménage de Molière de Justin Gensoul et J. A. N. Naudet : Henriette
- 1822 : Clytemnestre d'Alexandre Soumet : Électre
- 1823 : La Route de Bordeaux de Marc-Antoine Désaugiers, Michel-Joseph Gentil de Chavagnac et Gersain : Émilie
- 1825 : La Correspondance d'Alexandrine-Sophie de Bawr : Mlle d'Ermance
- 1825 : Bélisaire d'Étienne de Jouy : Eudoxe
- 1825 : Sigismond de Bourgogne de Jean-Pons-Guillaume Viennet : Sidonie
- 1826 : L'Amitié des deux âges de Henri Monier de La Sizeranne : Amélie
- 1826 : Rosemonde de François Paul Émile Boisnormand de Bonnechose : Rosemonde
- 1826 : Marcel de Michel-Nicolas Balisson de Rougemont : Marie